# Осотское
Осо́тское (Осотская, Осоцкая) — деревня в Брасовском районе Брянской области, в составе Сныткинского сельского поселения. Расположена в 7 км к северо-востоку от деревни Сныткино. Население — 303 человека (2010).
Имеется отделение почтовой связи, сельская библиотека.

## История
Упоминается с первой половины XVII века в составе Брасовского стана Комарицкой волости; состояла в приходе села Кропотово. С 1741 года — владение Апраксиных.
В 1778—1782 гг. входила в Луганский уезд, затем до 1929 в Севском уезде (с 1861 года — в Добрикской волости, с 1880-х гг. в Апраксинской (Брасовской) волости). В 1899 году была открыта церковно-приходская школа.
С 1929 года в Брасовском районе; с 1920-х гг. по 1961 — в Кропотовском сельсовете.
| Годы      | 1858 | 1878 | 1897 | 1926 | 1979 | 1989 | 2002 | 2010 |
| --------- | ---- | ---- | ---- | ---- | ---- | ---- | ---- | ---- |
| Население | 543  | 633  | 837  | 1183 | 414  | 364  | 342  | 303  |